# Hosokawa Tadaoki
Hosokawa Tadaoki (細川忠興?   28 de noviembre de  1563 - 18 de enero de  1646) fue un samurái japonés del período Sengoku de la historia de Japón. 

## Biografía

Mon del clan Hosokawa.

Tadaoki fue el mayor de los hijos de Hosokawa Fujitaka y peleó su primera a la edad de quince años bajo el servicio de Oda Nobunaga. Su hijo fue Hosokawa Tadatoshi. Recibió la Provincia de Tango en 1580 y poco después contrajo matrimonio con una de las hijas de Akechi Mitsuhide. En 1582 cuando Mitsuhide traicionó a Nobunaga durante el Incidente de Honnoji, este buscó su apoyo pero se lo negó, siendo posteriormente derrotado durante la Batalla de Yamasaki.

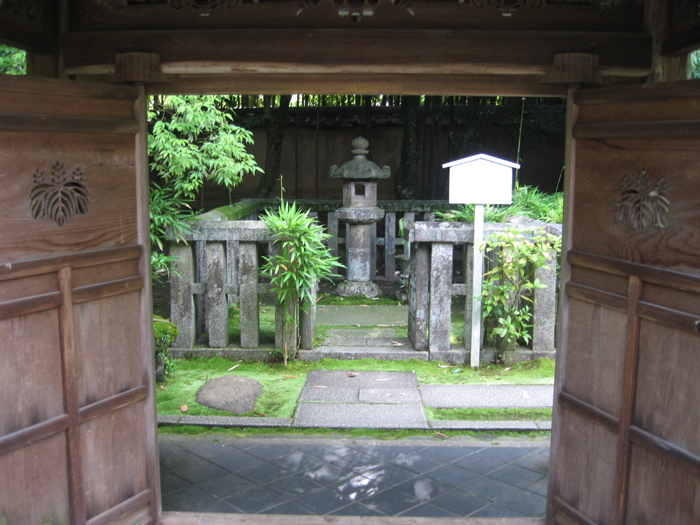
Tumba de Tadaoki y de su esposa Gracia, en Daitokuji, Kioto.

Tadaoki estuvo presente en el bando de Toyotomi Hideyoshi durante la Batalla de Komaki y Nagakute (1584) y en la Campaña de Odawara de 1590, donde tomó parte en el asedio de Nirayama. Durante la década de 1590 se hizo amigo de Tokugawa Ieyasu, por lo que se alió a su ejército durante la Batalla de Sekigahara del año 1600 en contra de las tropas de Ishida Mitsunari. Después de la batalla fue recompensado con el feudo de Buzen, valuado en 370.000 koku.
Tadaoki estuvo también presente durante el asedio de Osaka (1614-1615), muriendo finalmente en 1646.